# Bărbulețu
Bărbulețu è un comune della Romania di 2 086 abitanti, ubicato nel distretto di Dâmbovița, nella regione storica della Muntenia.
Il comune è formato dall'unione di 3 villaggi: Bărbulețu, Cetățuia, Gura Bărbulețului.